# Speyeria purpurascens
Speyeria purpurascens är en fjärilsart som beskrevs av Edwards 1877. Speyeria purpurascens ingår i släktet Speyeria och familjen praktfjärilar. Inga underarter finns listade i Catalogue of Life.